# Congresso nazionale del Belgio

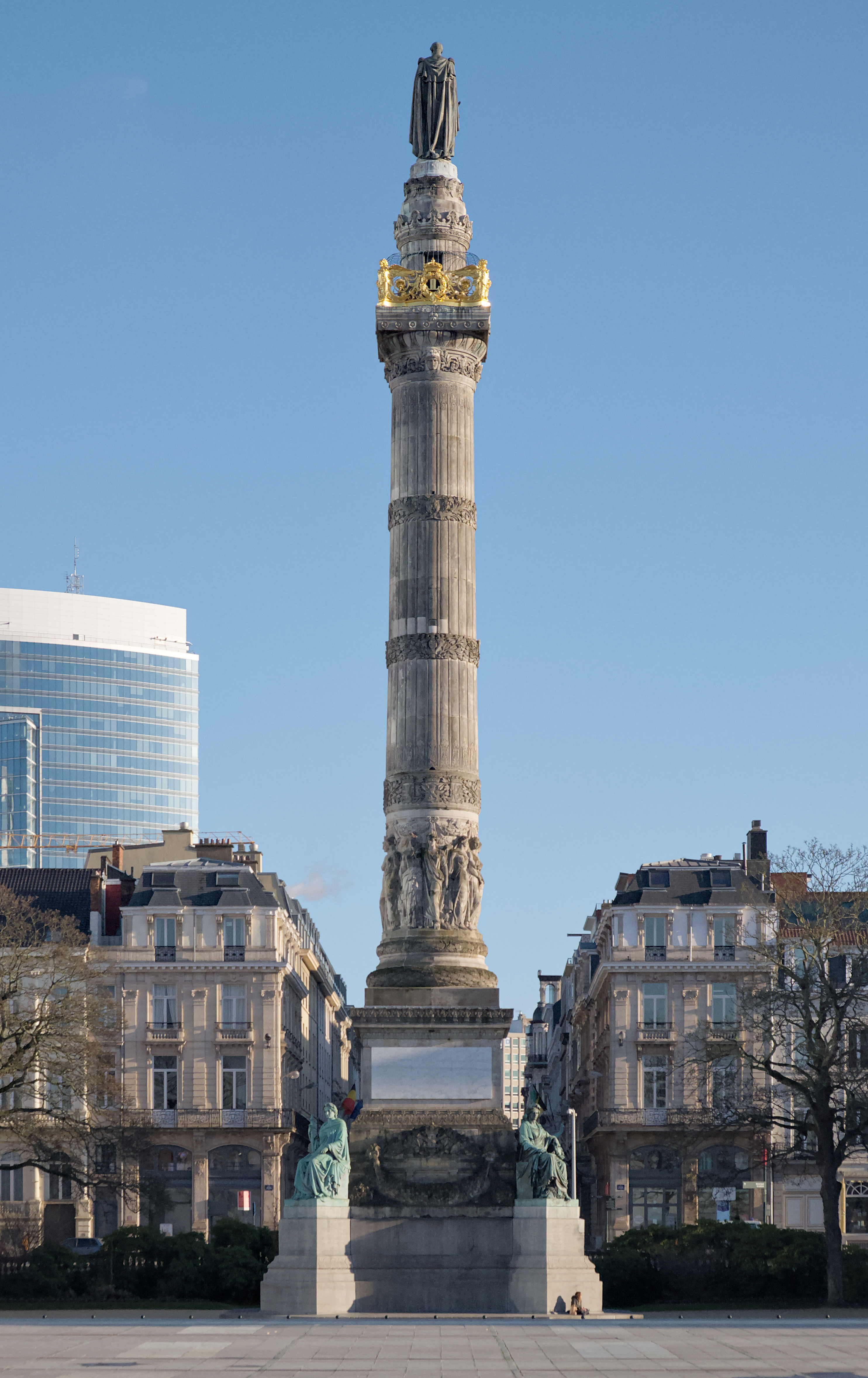
La colonna del Congresso, eretta nel centro di Bruxelles.

Il Congresso nazionale fu la prima assemblea legislativa del Belgio.

## Elezione del Congresso
Gli eventi che portarono all'elezione del Congresso ebbero avvio il 25 agosto 1830 con l'insurrezione di Bruxelles, sull'onda delle notizie giunte da Parigi che confermarono il successo della rivoluzione di luglio.  La rivoluzione belga aveva come scopo l'emancipazione dai Paesi Bassi di Guglielmo I d’Orange-Nassau.
La guarnigione olandese venne evacuata e, il 4 ottobre, Bruxelles proclamò l'indipendenza ed insediò un governo provvisorio.  Assente un'organizzata reazione militare del legittimo monarca, le provincie ribelli elessero il Congresso, nel novembre del 1830, a suffragio censitario. Si stima che vi parteciparono circa 30 000 elettori. Il Congresso era un organo monocamerale.

## La scelta della forma monarchica
Il Congresso elaborò la Costituzione belga ancora in vigore, nonostante molteplici e profonde trasformazioni.  Venne scelta la forma della monarchia costituzionale, per diverse ragioni:
- era quella, per l'epoca, la sola possibile in un continente che non conosceva altre repubbliche che la Svizzera e San Marino;
- non era il caso, inoltre, di indurre ulteriori motivi di eccentricità per un Paese, il Belgio, la cui stessa nascita metteva, per la prima volta, alla prova il Trattato di Vienna del 1815.
- infine essa corrispondeva ai desideri dell'insurrezione, ispirata dal successo della rivoluzione di luglio a Parigi, che non aveva istituito una repubblica, bensì sostituito Carlo X (del ramo principale dei Borbone) con il più liberale Luigi Filippo (del ramo cadetto dei Borbone-Orlèans): Henri Pirenne sintetizzò affermando come l'istituzione monarchica fosse apparsa al Congresso solida, se confrontata a quella repubblicana, giudicata più fragilizzante.

## L'elezione del monarca
Il Congresso dovette riunirsi per ben quattro scrutini, prima di giungere all'elezione finale del primo re dei Belgi, Leopoldo di Sassonia-Coburgo.  E questo dopo aver in un primo tempo eletto a proprio sovrano il Duca di Nemours, secondogenito di Luigi Filippo di Francia: quest'ultimo aveva declinato l'offerta il 17 febbraio 1831, costretto dalla feroce opposizione delle altre potenze, tanto che Palmeston si spinse a minacciare una reazione militare.
- Primo scrutinio: 1º Duca di Nemours, (89 voti su 191), 2° Augusto, duca di Leuchtenberg, nato a Milano, figlio di Eugenio di Beauharnais allora viceré del Regno italico (67 voti), 3° l'arciduca Carlo, nato a Firenze, fratello dell'imperatore Francesco II ed ultimo governatore dei Paesi Bassi austriaci) (35 voti)
- Secondo scrutinio (3 febbraio 1831): 1º Duca di Nemours, (eletto con 97 voti su 192), 2° Augusto, duca di Leuchtenberg (74 voti), 3° l'arciduca Carlo (21 voti)
- Terzo scrutinio per l'elezione del reggente del neonato regno (24 febbraio 1831) : 1° il barone belga Érasme-Louis Surlet de Chokier (eletto con 108 voti su 156), 2° il conte Félix de Mérode, nativo di Maastricht (43 voti), 3° il barone belga Étienne de Gerlache (5 voti).
- Quarto scrutinio (4 giugno 1831): Leopoldo di Sassonia-Coburgo (eletto con 152 voti su 196).

L'elezione di un monarca da parte di un'assemblea elettiva ha costituito, sempre, un fatto abbastanza raro. Essa non deve, tuttavia, sorprendere in quel particolare contesto. Anzitutto, poiché non c'era, evidentemente, alcuna dinastia legittima a reclamare quel trono. Eppoi, perché la rivoluzione belga si era richiamata, fin dall'inizio, alla parallela rivoluzione di luglio a Parigi, che aveva portato alla recente 'elezione' di Luigi Filippo a re dei Francesi.

## Sanzione internazionale e scioglimento
Il 9 giugno 1831, il Congresso ratificò il trattato dei XVIII articoli.
Nell'agosto del 1831, il Congresso fu dissolto e sostituito dal primo Parlamento del Regno del Belgio, eletto a suffragio censitario.

## Alcuni dei delegati più eminenti del Congresso
- Charles de Brouckère
- Constant van Crombrugghe
- Eugène Defacqz
- Paul Devaux
- Félix de Muelenaere
- Étienne de Gerlache
- Désiré de Haerne
- Joseph Lebeau
- Charles Liedts
- Ferdinand de Meeûs
- Félix de Mérode
- Jean-Baptiste Nothomb
- Charles Rogier
- Nicolas Rouppe
- Étienne de Sauvage
- Érasme-Louis Surlet de Chokier
- Barthélémy de Theux de Meylandt
- Sylvain Van de Weyer